# John King (Journalist)

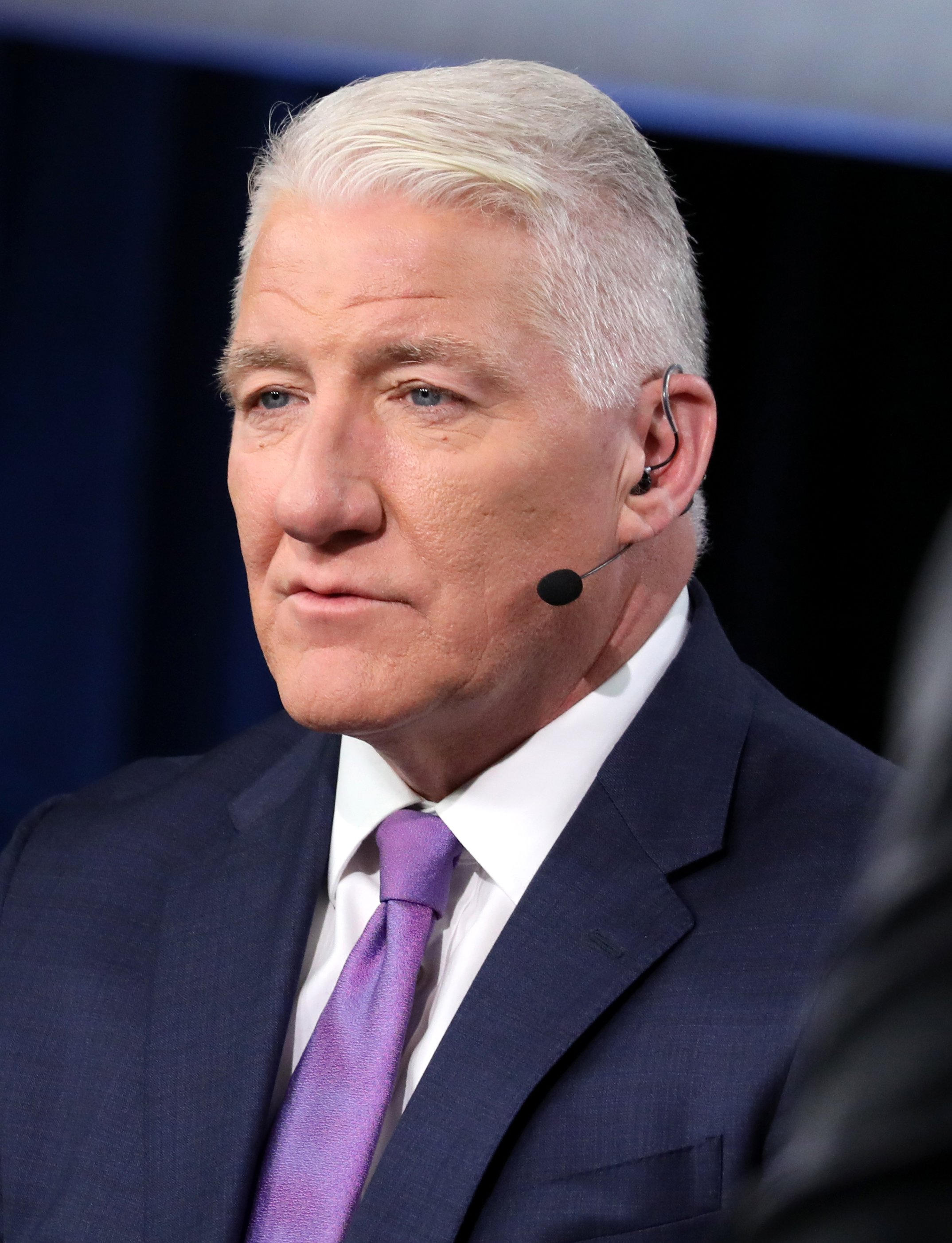
John King (2024)

John King (* 30. August 1963 in Dorchester, Massachusetts) ist ein US-amerikanischer Journalist. Für den Sender CNN moderierte er die Talkshow State of the Union und die Nachrichtensendung John King, USA. Seit 2005 ist King leitender Korrespondent für nationale Angelegenheiten für CNN. Zudem ist er Gastgeber der Sendung Inside Politics.

## Leben
King hat irische Wurzeln. Er besuchte die Boston Latin School und erreichte einen Bachelor-Abschluss in Journalismus an der University of Rhode Island. John King heiratete seine erste Frau Jean Makie und wurde Vater eines Sohns und einer Tochter. Am 25. Mai 2008, nach der Scheidung von Jean Makie heiratete King seine zweite Ehefrau, die CNN-Nachrichtensprecherin Dana Bash. Zuvor konvertierte der bis dato römisch-katholisch gläubige King zum Judentum, der Konfession von Bash. Bash und King wurden im Juni 2011 Eltern eines Sohns. Die Ehe mit Dana Bash wurde 2012 geschieden. Am 19. Oktober 2021 gab King während seiner Sendung Inside Politics bekannt, dass er an Multiple Sklerose leidet und daher immunkompromittiert ist.

## Karriere
Ab 1985 arbeitete King als Redakteur für Associated Press. 1991 wurde King zum leitenden politischen Korrespondenten berufen, in dessen Folge er in führender Position über die US-Präsidentschaftswahlkämpfe 1992 und 1996 berichtete.
1997 wechselte King zu CNN, wo er zwischen 1999 und 2005 als Korrespondent im Weißen Haus tätig war. Seit 2005 füllt er bei CNN die Position des leitenden Korrespondenten für nationale Angelegenheiten aus. Er ist regelmäßig Gast in den abendlichen Nachrichtensendungen The Situation Room und Anderson Cooper 360°. Gelegentlich agiert er auch als Moderator.
Zwischen Anfang 2009 und Januar 2010 moderierte King die Talkshow State of the Union. Am 2. Mai 2011 bestätigte er als CNN-Moderator bei laufender Sendung den Tod von Osama bin Laden.
Kurz vor der Amtseinführung des US-Präsidenten im Jahr 2009 begann King mit der Moderation einer neuen Talkshow „State of the Union“, die die Late Edition von CNN durch „Wolf Blitzer“ ersetzte. Als Lou Dobbs am 12. November 2009 plötzlich aus dem Sender ausschied, gab CNN bekannt, dass King Anfang 2010 Dobbs‘ Zeitfenster übernehmen würde. Am 31. Januar 2010 gab King bekannt, dass die leitende politische Reporterin von CNN, Candy Crowley, ihn ersetzen würde Anker der Lage der Nation. Am 22. März 2010 begann King mit der Moderation seiner neuen wöchentlichen Show „John King, USA“. Am 2. Mai 2011 bestätigte John King als CNN-Moderator seinen Zuschauern den Tod von Osama bin Laden.
Am 17. April 2013 berichtete King unter Berufung auf Quellen der Strafverfolgungsbehörden fälschlicherweise, dass ein Verdächtiger des Anschlag auf den Boston-Marathon vom 15. April 2013 von der Polizei identifiziert worden sei und dass es sich bei dem Verdächtigen um einen dunkelhäutigen Mann handele. King war der erste, der fälschlicherweise über die Identifizierung eines Verdächtigen berichtete; andere Nachrichtenagenturen wie Fox News berichteten bald fälschlicherweise, dass ein Verdächtiger festgenommen worden sei.
King erhielt viel Lob für seine Berichterstattung über die US-Präsidentschaftswahl 2020.
Von 2016 bis 2023 moderierte King die Wochentagsausgabe der CNN-Morgensendung Inside Politics. Am 11. Januar 2021 wurde Abby Phillip als neue Moderatorin der Sonntagsausgabe von Inside Politics bekannt gegeben und ersetzt King ab Sonntag, dem 24. Januar 2021. Die neue Show heißt Inside Politics Sunday With Abby Phillip. Im April 2023 wurde bekannt gegeben, dass seine Kollegin und Ex-Frau Dana Bash Mitte Juni seine Nachfolge als Solo-Moderatorin von Inside Politics antreten wird, während er ein neues Projekt zum Thema Wahlpolitik in Angriff nimmt.

## Belege
1. ↑  Artikel auf People.com. Info: Nicht abrufbar am 19. März 2012.
2. ↑  Why Did Dana Bash And John King Get Divorce? Are John King And Dana Bash Still Friends?
3. ↑  Archivlink (Memento vom 21. November 2011 im Internet Archive)
4. ↑  John King live – CNN event.
5. ↑  CNN anchors John King and Dana Bash split after less than four years of marriage. Daily Mail, 21. März 2012, abgerufen am 20. August 2020 (englisch).
6. ↑  Janell Ross: Dana Bash: A well-regarded and low-key debate moderator who would prefer not to be the story. The Washington Post, 16. September 2015, abgerufen am 20. August 2020 (englisch).
7. ↑  John King: I have multiple sclerosis and I'm grateful you're all vaccinated. Abgerufen am 20. Oktober 2021 (deutsch).
8. ↑  John King: I have multiple sclerosis and I'm grateful you're all vaccinated. Abgerufen am 2. Juli 2023 (deutsch).
9. ↑  Mike Allen: John King to get ‘Late Edition’ job. In: Politico. (englisch).
10. ↑  earltaylor: Dorchester Illustration of the Day no. 1751 John King | Dorchester Historical Society. Abgerufen am 2. Juli 2023 (amerikanisches Englisch).
11. ↑  John King verkündet in CNN-Sendung am 2. Mai 2011 den Tod von Osama bin Laden (Archivsendung auf Youtube)
12. ↑  CNN: CNN confirms Osama bin Laden is dead. Abgerufen am 28. Juni 2023 (deutsch).
13. ↑  The F.B.I. Criticizes the News Media After Several Mistaken Reports of an Arrest - NYTimes.com. 23. April 2013, archiviert vom Original am 23. April 2013; abgerufen am 3. Juli 2023.  Info: Der Archivlink wurde automatisch eingesetzt und noch nicht geprüft. Bitte prüfe Original- und Archivlink gemäß Anleitung und entferne dann diesen Hinweis.
14. ↑  Jimmy Traina: Viewers Pay Tribute to John King's Dominant Performance With Sports Memes. 5. November 2020, abgerufen am 29. Juni 2023 (amerikanisches Englisch).
15. ↑  Lia Eustachewich: CNN anchor John King won the internet on Election Day. In: CNN. 4. November 2020, abgerufen am 29. Juni 2023 (amerikanisches Englisch).
16. ↑  Christi Carras: John King, CNN's master of election maps, has slept just 6.5 hours since Tuesday. 5. November 2020, abgerufen am 29. Juni 2023 (amerikanisches Englisch).

| Personendaten    | Personendaten                |
| ---------------- | ---------------------------- |
| NAME             | King, John                   |
| KURZBESCHREIBUNG | US-amerikanischer Journalist |
| GEBURTSDATUM     | 30. August 1963              |
| GEBURTSORT       | Dorchester, Massachusetts    |